# Resolución 1918 del Consejo de Seguridad de las Naciones Unidas
La resolución 1918 del Consejo de Seguridad de las Naciones Unidas, aprobada por unanimidad el 27 de abril de 2010, tras reafirmarse en las resoluciones anteriores número 1814, 1816, 1838, 1844, 1846, 1851 y 1897 referentes a Somalia; exhortó a los Estados a luchar contra la piratería, tipificándolo en sus respectivas legislaciones nacionales.

## Resolución

### Observaciones
Para el Consejo de Seguridad, tal como lo expresaba en el preámbulo de la resolución, los actos de piratería y robo a mano armada en Somalía cometidos contra buques seguían suponiendo una grave amenaza para el propio país y otros de la región además de para la navegación marítima y la seguridad en las rutas marítimas internacionales. Se reafirmó en la existencia de un marco jurídico para la lucha contra los actos de piratería en el Derecho Internacional, concretamente en los artículos 100, 101 y 105 de la Convención de las Naciones Unidas sobre el Derecho del Mar. Se reafirmó además en las responsabilidades propias de los Estados miembros derivadas del Derecho Internacional, indistintamente de las acciones emprendidas en las Naciones Unidas, destacando la necesidad de resolver los problemas causados por la limitada capacidad de los sistemas judiciales de Somalia y otros Estados de la región para enjuiciar efectivamente a los presuntos piratas. A este respecto, observó con preocupación que mientras existían en varios Estados iniciativas por incluir o mejorar el procesamiento penal de la piratería, había otros en donde no existía ninguna disposición o procedimiento para ejuiciar a los perpetradores de tales actos.
El Consejo de Seguridad encomió a la Oficina de las Naciones Unidas contra la Droga y el Delito y otras organizaciones y donantes por su labor en el Grupo de Contacto sobre la piratería frente a las costas de Somalia en un intento por aumentar la capacidad de los sistemas judiciales y penitenciarios de Somalia, Kenia, Seychelles y otros Estados de la región para enjuiciar a los presuntos piratas. Encomió también la labor realizada por la Operación Atalanta de la Unión Europea, las operaciones Allied Protector y Escudo del Océano de la OTAN, la Fuerza Combinada de Operaciones 151 y las iniciativas de otros Estados en cooperación con el Gobierno Federal de Transición en un intento por acabar con los actos de piratería. De manera particular el Consejo agradeció los esfuerzos de Kenia y Seychelles por procesar y encarcelar a piratas.
Para el Consejo de Seguridad, la mejora de la paz y la estabilidad política, el fortalecimiento institucional, el desarrollo socioeconómico y el avance del respecto por los derechos humanos y el estado de derecho en Somalia, eran condiciones necesarias para acabar con la piratería.

### Acciones
El Consejo de Seguridad, preocupado por el hecho de que personas sospechosas de piratería no comparecieran ante la Justicia y decidida a crear las condiciones necesarias para asegurar que los piratas rindan cuentas de sus actos, determinó que el no enjuiciamiento de piratas menoscababa la lucha de la comunidad internacional contra la piratería. Exhortó por ello a todos los Estados miembros de la Organización a tipificar los actos de piratería en su ordenamiento jurídico, haciéndoles considerar la posibilidad de enjuiciar y encarcelar a piratas detenidos frente a las costas de Somalia. Solicitó al Secretario General la elaboración de un informe en el plazo de tres meses sobre las opciones existentes para el enjuiciamiento y encarcelamiento de piratas, incluida la posibilidad de establecer tribunales especiales (regionales o internacionales). El Consejo decidió finalmente que se seguiría ocupando de la cuestión en el futuro.